# 奔巴日
奔巴日（藏語：བུམ་པ་རི།，威利转写：bum pa ri）也称彭巴热，汉语意为“宝瓶山”，位于中华人民共和国西藏自治区拉萨市城关区蔡公堂乡次角林村以东，地处拉萨市区东南郊，拉萨河南岸，是拉萨拉萨居民祭祀山神的神山。山下建有策觉林寺。